# Robert Soyer
Pour les articles homonymes, voir Soyer.
Robert Soyer, né à Paris en 1717 et mort à Orléans en 1802, est ingénieur des ponts et chaussées français, qui s’est principalement illustré dans la construction du pont George V à Orléans, où il finit sa carrière comme Inspecteur général des turcies et levées.

## Biographie
Ingénieur à la généralité de Tours, il est informé en 1748, par une lettre de Daniel-Charles Trudaine, qu'il est chargé de la conduite des travaux du pont d'Orléans, sous les ordres de Robert Pitrou. Après le décès de celui-ci, il est placé sous les ordres de Jean Hupeau jusqu'à la fin des travaux. Son manuscrit est donc un précieux document qui témoigne des méthodes de construction des ponts au XVIIIe siècle, du degré d'évolution de l'art de l'ingénieur et de son rôle sur le chantier. 
L'ingénieur analyse et calcule le coût des différentes opérations, il établit les barèmes de temps et s'engage sur la voie française de l'organisation du travail de l'époque industrielle.
Il veille au respect des plans et des devis qui sont les pièces contractuelles. Et si des difficultés se présentent, comme l'affaissement d'une pile, il doit imaginer une solution. C'est Robert Soyer qui suggère l'allègement des reins, établit les plans et les propose à son chef Jean Hupeau .
Il est cependant clair que l'art de l'ingénieur n'a guère de base scientifique. Robert Soyer connaît néanmoins la formule de La Hire relative à la stabilité des voûtes : le calcul correspondant est une pièce de son manuscrit. Les réflexions relatives à certaines déformations et au niveau de l'eau dans les baquetages montrent que certaines connaissances théoriques imaginées au début du siècle, comme la loi de proportionnalité des déformations aux efforts (loi de Hooke) et les théorèmes de Bernoulli, sont ignorées sur le chantier..
Mais Robert Soyer prend des notes et illustre l'idée que le progrès technique est à base d'observations, d'expériences anarchiques et d'imagination. Et ce sont des observations consignées avec soin, combinées à la volonté de mathématisation du savoir de l'ingénieur, qui permettront, à la fin du XVIIIe siècle, le passage du monde classique à l'univers de la machine et de la précision.
Ayant achevé sa mission au Pont d'Orléans et obtenu la réception de l'ouvrage, Robert Soyer, qui appréciait la vie orléanaise, obtint le privilège de demeurer dans cette région. Il y termina sa carrière comme Inspecteur général des turcies et levées .